# Mężczyzna, kobieta i dziecko (film)
Mężczyzna, kobieta i dziecko (ang. Man, Woman and Child) – amerykański film obyczajowy z 1983 roku, na podstawie powieści Mężczyzna, kobieta i dziecko, Ericha Segala.

## Zarys fabuły
Robert Beckwith, mąż i ojciec dwóch córek, pewnego dnia dowiaduje się, że owocem przelotnego romansu sprzed lat był syn; Jean-Claude. Jego matka właśnie zmarła i Robert jest jego jedyną bliską osobą.

## Obsada
- Martin Sheen jako Robert Beckwith
- Blythe Danner jako Sheila Beckwith
- Sebastian Dungan jako Jean-Claude Guerin
- Arlene McIntyre jako Jessica Beckwith
- Missy Francis jako Paula Beckwith
- Craig T. Nelson jako Bernie Ackerman
- David Hemmings jako Gavin Wilson
- Nathalie Nell jako Nicole Guerin
- Maureen Anderman jako Margo
- Billy Jayne jako Davey Ackerman
- Ruth Silveira jako Nancy Ackerman
- Jacques François jako Louis

## Nagrody
- 1984: Young Artist Awards
  - Missy Francis - Nagroda dla Najlepszej młodej aktorki drugoplanowej w filmie fabularnym
  - Sebastian Dungan - Nominacja dla Najlepszego młodego aktora w filmie fabularnym
  - Arlene McIntyre - Nominacja dla Najlepszej młodej aktorki drugoplanowej w filmie fabularnym

## Źródła
- Mężczyzna, kobieta i dziecko w bazie IMDb (ang.)
- Mężczyzna, kobieta i dziecko na Filmweb